# Рабинович, Йеошуа
Иегошуа Рабинович (ивр. יהושע רבינוביץ‎ 12 ноября 1911 — 14 августа 1979) — израильский политик, занимал министерские посты в ряде правительств и был мэром Тель-Авива.

## Биография
Родился в деревне Вишнево в Российской империи (сегодня в Беларуси), Рабинович учился в средней школе в Вильнюсе, затем работал преподавателем. Принимал участие в деятельности организации «Гехалуц». Присоединился к алие в Палестину в 1934 году и учился в экономике и праву в Тель-Авивском университете.
В 1956 году он был избран в городской совет Тель-Авива, где работал до 1959 года; в том же году он стал заместителем мэра, отвечающим за финансы. Занимал пост мэра Тель-Авива с 1969 по 1974 год.
Хотя он не был членом кнессета, был назначен в марте 1974 году министром строительства в правительстве Голды Меир. После ухода Голды Меир в отставку стал министром финансов в правительстве Ицхака Рабина, занимал этот пост до 1977 года. В 1977 году был избран депутатом кнессета, членом которого оставался до смерти, но потерял министерский портфель. Умер 14 августа 1979 года. После смерти Рабиновича его место в кнессете заняла Эстер Херлиц.